# El Avisador Cordobés
El Avisador Cordobés fue un periódico español editado en Córdoba entre 1844 y 1845.

## Historia
Nació el 6 de agosto de 1844, bajo el subtítulo de «Periódico de avisos, comercio, arte y literatura». Se editaba en la imprenta de Fausto García Tena. Fue un periódico de carácter trisemanal, apareciendo los martes, viernes y domingos. Su temática tuvo un carácter poco político e informativo, centrándose más en las cuestiones literarias. 
Continuaría editándose hasta el 27 de julio de 1845, tras publicar 142 números.